# Kaishakunin
Kaishakunin (介錯人?) es la persona encargada de hacer de segundo durante el seppuku. Su deber es la decapitación del suicida durante su agonía. Para ello, se recurría a grandes maestros en el arte de la espada.
Aparte del propósito de evitar una angustia prolongada hasta la muerte, se evita tanto al suicida como a quienes lo observan, el espectáculo de los retorcimientos y agonía que siguen. 
El papel del kaishaku era delicado en extremo. Se debía cortar el cuello del seppukunin (la persona que estaba practicando el seppuku) dejando una franja de piel por delante, con la intención de evitar que la cabeza saliera volando y fuera a caer entre el público. Una mala práctica del kaishaku podía acarrearle un gran deshonor al mismo y terminar siendo víctima del seppuku también. El nombramiento del kaishaku lo podía realizar el propio seppukunin o una autoridad superior, un daimyo. Cuando uno era designado por un daimyo para cortar a un reo, debía aceptarlo. Pero en las ocasiones en que el seppukunin solicitaba, motu proprio, los servicios de un conocido o incluso un amigo, lo ponía en un gran compromiso. Muchos eran los que se negaban a proporcionar ese último servicio. Eran momentos para demostrar la lealtad al señor o a un amigo íntimo.
El uso de un kaishakunin se reserva habitualmente para aquel que realiza la limpieza de honor. Así, un señor de la guerra derrotado en batalla que elige cometer seppuku puede designar un segundo para morir honorablemente, a diferencia de un samurái sentenciado por un crimen, o por deshonrar a su clan.
El kaishakunin más reciente en el siglo XX fue Hiroyasu Koga, quien decapitó al novelista Yukio Mishima y a Masakatsu Morita.

## En la cultura popular
En el largometraje 47 Ronin, dirigida por Carl Rinsch, el líder de los samurái de la aldea de Ako, Oishi (interpretado por Hiroyuki Sanada) cumple el papel de kaishakunin asistiendo a su señor, Asano, en el seppuku.
En el manga El lobo solitario y su cachorro, el héroe del cómic, Ogami Itto, tenía en el Shogunato Tokugawa el puesto ficticio de Kogi Kaishakunin. 
- Datos: Q1472448